# Richard Thirkeld
Richard Thirkeld (né à Coniscliffe, Durham et mort le 29 mai 1583 à York) est un prêtre martyr catholique anglais, qui fut exécuté pour sa qualité de prêtre catholique.

## Biographie
Sur la vie de Richard Thirkeld nous ne disposons que de peu d'informations. Le fait qu'il est diplômé en 1565 du Queen's College de l'université d'Oxford peut nous faire penser qu'il est anglican (S'il avait été ouvertement catholique il n'aurait pas été diplômé).  Désirant devenir prêtre catholique il doit, comme tous ceux qui comme lui ont ce projet, se rendre secrètement sur le continent. Il arrive à Douai à la fin des années 1570 et après enquête est accepté au collège anglais alors transféré à Reims. Il est ordonné sous-diacre avec Richard Kirkman, le 14 mars 1579 et prêtre le samedi saint de la même année.
Le 23 mai de la même année il est de retour en Angleterre où il exerce son ministère à York ou dans les environs. Il est connu pour avoir été le confesseur de Margaret Clitheroe. La veille de la fête de l'Annonciation, en 1583, il est arrêté alors qu'il rend visite à l'un des prisonniers catholiques de Kidcote, sur le pont d'Ouse. Il ne cherche pas à cacher sa qualité de prêtre catholique aux autorités.
Il est reconnu coupable d'activités missionnaires le 27 mai et condamné le 28 mai. Il est exécuté à York le 29 mai 1583 mais en secret, car les autorités craignent que son exécution publique ne provoque une manifestation publique.

## Béatification
Richard Thirkeld fut béatifié avec les cinquante-quatre martyrs anglais par le pape Léon XIII le 29 décembre 1886. Sa mémoire est célébrée le 29 mai.